# Haemaphysalis aponommoides
Haemaphysalis aponommoides är en fästingart som beskrevs av Warburton 1913. Haemaphysalis aponommoides ingår i släktet Haemaphysalis och familjen hårda fästingar. Inga underarter finns listade i Catalogue of Life.